# Hohenweidener See
Der Hohenweidener See liegt bei Halle (Saale) nahe der Saale.
Die Bezeichnung des Sees leitet sich vom nahen Ort Hohenweiden im heutigen Landkreis Saalekreis ab. In der unmittelbaren Nachbarschaft befindet sich der Rattmannsdorfer See. Zusammen werden beide Seen auch als Rattmannsdorfer Teiche bezeichnet.
Die Hohenweidener Kiesgrube wurde in den 1960er- und 1970er-Jahren zur Gewinnung des Baustoffs Kies für den Bau der nahen Buna-Werke errichtet. Der Abbau dauerte bis etwa Mitte der 1970er-Jahre an. Er ist 3–4,5 m tief und besitzt eine Wasserfläche von ca. 21 ha.
Der See wird heute für Sport- und Freizeitaktivitäten (auch Wasserski) und als Angelgewässer genutzt.